# Рюквиль
Рюкви́ль (фр. Rucqueville) — коммуна во Франции, находится в регионе Нижняя Нормандия. Департамент коммуны — Кальвадос. Входит в состав кантона Крёлли. Округ коммуны — Кан.
Код INSEE коммуны — 14548.

## Население
Население коммуны на 2010 год составляло 124 человека.
| 1962 | 1968 | 1975 | 1982 | 1990 | 1999 | 2010 |
| ---- | ---- | ---- | ---- | ---- | ---- | ---- |
| 49   | 46   | 56   | 129  | 138  | 139  | 124  |

## Экономика
В 2010 году среди 94 человек трудоспособного возраста (15—64 лет) 63 были экономически активными, 31 — неактивными (показатель активности — 67,0 %, в 1999 году было 77,7 %). Из 63 активных жителей работали 58 человек (29 мужчин и 29 женщин), безработных было 5 (3 мужчин и 2 женщины). Среди 31 неактивных 9 человек были учениками или студентами, 18 — пенсионерами, 4 были неактивными по другим причинам.